# 灯笼塔
灯笼塔（Torre della Lanterna）是意大利热那亚港口的主要灯塔。其重要性除了体现在夜航之外，还是热那亚的标志，是世界上最古老的同类建筑之一。它修建在圣贝尼尼奥山丘上，离开桑皮耶达雷纳街区有一小段距离。这座灯塔高76米,海拔117米。塔身有基督教符号鱼和十字架。
灯笼塔始建于1128年（有资料说是1161年），目前建筑建于1543年。在附近海岸线被填平之前，灯笼塔所在地曾是一个半岛，标志热那亚老港的西端。 
在16世纪时期建筑再次严重受损，这时间友军炮火从反对法国人威廉姆。30年后，1543年，塔再次重建，假设其中可能仍然是今天所见到的形式。 
塔旁是一座2006年开放的博物馆，内容包括城市和港口的历史，尤其是海上导航设备的历史，包含大量档案材料。